# Saison 1999-2000 du MO Constantine
Maillots
Chronologie
Saison précédente Saison suivante
La saison 1999-2000 de le MO Constantine est la 19e saison du club en première division du championnat d'Algérie. Le MOC est engagée en Super Division  et en Coupe d'Algérie.

## Compétitions
| Troisième place 38 points | Trente-deuxièmes de finale éliminé face le JSM Tiaret (1-1) (1-4tab) | Huitièmes de finale éliminé face à l'USM Annaba (1-1tab) |
| 11 V 5 N 6 D              | 0 V 1 N 0 D                                                          | 3 V 6 N 0 D                                              |
| TOTAL : 14 V 12 N 6 D     |                                                                      |                                                          |

### Championnat d'Algérie
| Date              | J  | Adversaire    | Lieu | Résultat | Buteurs pour le MOC       |
| 14 octobre 1999   | 1  | MC Oran       | Ext. | 0 - 2    | Berrabah 20e, 80e         |
| 21 octobre 1999   | 2  | USM Alger     | Dom. | 2 - 0    | Houhou 15e, Kaci-Said 50e |
| 28 octobre 1999   | 3  | USM Blida     | Ext. | 0 - 1    | Benrrabah 87e             |
| 1er novembre 1999 | 4  | CA Batna      | Dom. | 2 - 1    | Kaci Said 17e, Daoud 54e  |
| 4 novembre 1999   | 5  | USM Annaba    | Ext. | 1 - 1    | Sahraoui 29e              |
| 18 novembre 1999  | 6  | JSM Béjaia    | Ext. | 1 - 0    | /                         |
| 25 novembre 1999  | 7  | CR Belouizdad | Dom. | 2 - 1    | Khellaf 55e, Sahraoui 90e |
| 2 décembre 1999   | 8  | JS Kabylie    | Ext. | 3 - 0    | /                         |
| 6 décembre 1999   | 9  | MC Alger      | Dom. | 0 - 0    | /                         |
| 9 décembre 1999   | 10 | ES Sétif      | Ext. | 3 - 1    | Bouaicha 47e              |
| 16 décembre 1999  | 11 | WA Tlemcen    | Dom. | 1 - 1    |                           |
| 9 mars 2000       | 12 | MC Oran       | Dom. | 0 - 0    | /                         |
| 24 mars 2000      | 13 | USM Alger     | Ext. | 2 - 0    | /                         |
| 14 avril 2000     | 14 | USM Blida     | Dom. | 1 - 0    | Mechehoud 64e             |
| 24 avril 2000     | 15 | CA Batna      | Ext. | 0 - 1    |                           |
| 4 mai 2000        | 16 | USM Annaba    | Dom. | 1 - 0    | Benrabah 60e              |
| 11 mai 2000       | 17 | JSM Béjaia    | Dom. | 2 - 0    | Sahraoui 56e 75e (pen.)   |
| 18 mai 2000       | 18 | CR Belouizdad | Ext. | 2 - 1    | Sahraoui 43e              |
| 29 mai 2000       | 19 | JS Kabylie    | Dom. | 5 - 1    |                           |
| 1er juin 2000     | 20 | MC Alger      | Ext. | 0 - 0    | /                         |
| 12 juin 2000      | 21 | ES Sétif      | Dom. | 3 - 0    | /                         |
| 15 juin 2000      | 22 | WA Tlemcen    | Ext. | 1 - 4    | Soltani 90e (pen.)        |

### Classement final
Le classement est établi sur le barème de points suivant : une victoire vaut 3 points, un match nul 1 point et une défaite 0 point.
| Rang | Équipe          | Pts | J  | G  | N  | P  | Bp | Bc | Diff |
| ---- | --------------- | --- | -- | -- | -- | -- | -- | -- | ---- |
| 1    | CR Belouizdad L | 47  | 22 | 14 | 5  | 3  | 41 | 21 | +20  |
| 2    | MC Oran         | 38  | 22 | 10 | 8  | 4  | 41 | 20 | +21  |
| 3    | MO Constantine  | 38  | 22 | 11 | 5  | 6  | 28 | 20 | +8   |
| 4    | WA Tlemcen      | 33  | 22 | 8  | 9  | 5  | 34 | 23 | +11  |
| 5    | ES Sétif        | 30  | 22 | 8  | 6  | 8  | 31 | 34 | -3   |
| 6    | JS Kabylie      | 29  | 22 | 7  | 8  | 7  | 21 | 24 | -3   |
| 7    | USM Blida       | 26  | 22 | 6  | 8  | 8  | 26 | 29 | -3   |
| 8    | CA Batna        | 26  | 22 | 7  | 5  | 10 | 23 | 33 | -10  |
| 9    | USM Annaba      | 24  | 22 | 6  | 6  | 10 | 22 | 36 | -14  |
| 10   | JSM Béjaïa      | 23  | 22 | 6  | 5  | 11 | 16 | 24 | -8   |
| 11   | MC Alger T      | 22  | 22 | 4  | 10 | 8  | 18 | 25 | -7   |
| 12   | USM Alger       | 21  | 22 | 6  | 3  | 13 | 15 | 27 | -12  |

Résultat
- Qualifié pour la Ligue des champions 2001
- Qualifié pour la Coupe arabe 2001
- Qualifié pour la Coupe de la CAF 2001

Relégation
- Pas de relégation

Abréviations
T : Tenant du titre

L : Vainqueur de la Coupe de la Ligue 1999-2000

### Coupe de la Ligue
| Date             | Heure | Tour                | Adversaire        | Stade (ville)                             | Résultat | Buteurs pour le MOC |
| 23 décembre 1999 |       | Groupe Centre       | HB Chelghoum Laïd | Stade Chahid-Hamlaoui, Constantine        | 1 - 0    |                     |
| 30 décembre 1999 |       | Groupe Centre       | USM Annaba        | Stade du 19-Mai-1956, Annaba              | 1 - 1    |                     |
| 3 janvier 2000   |       | Groupe Centre       | US Tébessa        | Stade Chahid-Hamlaoui, Constantine        | 1 - 1    |                     |
| 13 janvier 2000  |       | Groupe Centre       | CR Béni Thour     | Stade du 24-Février-1956, Sidi Bel Abbès  | 1 - 1    |                     |
| 24 janvier 2000  |       | Groupe Centre       | AS Aïn M'lila     | Stade Chahid-Hamlaoui, Constantine        | 2 - 2    |                     |
| 27 janvier 2000  |       | Groupe Centre       | ES Sétif          | Stade du 8-Mai-1945, Sétif                | 1 - 1    |                     |
| 31 janvier 2000  |       | Groupe Centre       | CA Batna          | Stade Chahid-Hamlaoui, Constantine        | 1 - 0    |                     |
| 3 février 2000   |       | Groupe Centre       | CS Constantine    | Stade Ben Abdelmalek Ramdane, Constantine | 0 - 2    |                     |
| 10 février 2000  |       | Huitièmes de finale | USM Annaba        | Stade du 20 août 1955, Skikda             | 1 - 1    |                     |

## Statistiques collectives

### Statistiques
| Compétition       | Débute au tour | Termine         | Matches joués | Gagnés | Nuls | Perdus | Buts pour | Buts contre | Différence |
| ----------------- | -------------- | --------------- | ------------- | ------ | ---- | ------ | --------- | ----------- | ---------- |
| Coupe d'Algérie   | 1/32 de finale | 1/32 de finale  | 1             | 0      | 1    | 0      | 1         | 1           | +0         |
| Division 1        | -              | Troisième place | 22            | 11     | 5    | 6      | 28        | 20          | +8         |
| Coupe de la Ligue | Phase de poule | 1/8 de finale   | 9             | 3      | 6    | 0      | 11        | 7           | +4         |
| Total             | -              | -               | 32            | 14     | 12   | 6      | 40        | 28          | +12        |